# I Know What You Did Last Summer
Az I Know What You Did Last Summer az Odaát című televíziós sorozat negyedik évadjának kilencedik epizódja.

## Cselekmény
Mialatt egy út menti bárban megpihenve Sam ész nélkül szórja a pénzt, feltűnik Ruby, és szerinte fontos információkat közöl a fivérekkel: a túlvilági pletykák szerint a főbb démonok el akarnak fogni egy Anna Milton nevű lányt, aki előző éjszaka megszökött egy pszichiátriai elmegyógyintézetből, ám hogy a démonok miért keresik, azt nem tudni.
Míg Winchesterék az Impalával elindulnak a keresett lány lakóhelyére, Dean egyfolytában azt hajtogatja, nem érti, miért olyan barátságos öccse Ruby-val, hiszen ő csak egy démon, Sam pedig visszaemlékezik, hogy 6 hónappal ezelőtt -miután bátyja Pokolra került- ellátogatott abba a bizonyos kereszteződésbe, hogy alkut ajánljon a démonnak Dean érdekében, ám az nem volt hajlandó üzletet kötni.
A fivérek elmennek az elmegyógyintézetbe, ahonnan Anna megszökött, és a lány pszichiáternőjétől különös dolgokat tudnak meg róla: a lány tud Lucifer kiszabadítási tervéről, Lilithről, és 66 pecsét feltöréséről, ráadásul állítása szerint hallja, amit az angyalok beszélnek egymással. Winchesteréknek így nyilvánvalóvá válik, a démonok azért akarják megtalálni hogy képességével kihallgathassák az angyalok beszélgetéseit.
Dean és Sam meglátogatják a Milton házat is, ám odabenn már csak Anna szüleinek holttestét találják meg, és démonok ittjártát bizonyító ként. Mivel apja tiszteletes volt, Sam arra gondol, a lány most a helyi templomban bujkálhat, így ellátogatnak oda, és meg is találják a keresett személyt.
Anna közli a fiúkkal, hallott már róluk az angyalok által, ám ekkor váratlanul betoppan Ruby, és menekülésre szólítja fel a három fiatalt, ugyanis szerinte egy fődémon közeledik. Csakhogy már késő: Alastair -akivel Dean már találkozott a Pokolban- megjelenik a templomban, és mialatt a fivérekre támad, Ruby kimenekíti onnan Annát. Mivel a démon felülkerekedik rajtuk és ráadásul megszerzi tőlük a démonölő tőrt, Dean és Sam kénytelen elmenekülni a helyszínről.
Mialatt az éppen biztonságot nyújtó hotelszobában ápolják sérüléseiket, Sam elmeséli bátyjának, mi történt vele 5-6 hónappal ezelőtt: Ruby új testben visszatért a Pokolból, hogy Lilith parancsára megölje őt, ám ehelyett Sam mellé állt, és megtanította, hogyan fejlessze és használja különleges képességét, ráadásul a démonlány és Sam többször ágyba is bújtak egymással. Később Sam megtudta, hogy Lilith a környéken van, így elindult, hogy megölje, ám így néhány démon csapdájába sétált bele, végül azonban Ruby segítségével sikerült őket elpusztítania.
A mesélés után a szobába betör a fekete bőrű, kövér takarítónő, akiről kiderül, hogy valójában Ruby, és egy elhagyatott, erdei helyre hívja a fivéreket. Itt azok ismét találkoznak Annával, akit Sam felvilágosít szülei haláláról, majd betoppan Castiel és Uriel. A két angyal közli, hogy Annáért jöttek, ám nem azért, hogy magukkal vigyék, hanem hogy végezzenek vele…

## Természetfeletti lények

### Démonok
A démonokat a folklórban, mitológiában és a vallásban egyaránt olyan természetfeletti lényként, gonosz szellemként írják le, melyeket meg lehet idézni, és irányítani is lehet. Közeledtüket általában elektromos zavarok jelzik, maguk mögött pedig ként hagynak.

### Angyalok
Az angyalok Isten katonái, aki időtlen idők óta védelmezik az emberiséget. Eme teremtményeknek hatalmas szárnyaik vannak, emberekkel azonban csak emberi testen keresztül képesek kapcsolatba lépni, ugyanis puszta látványuk nemcsak az emberek, de még a természetfeletti lények szemét is kiégetik, hangjuk pedig fülsiketítő. Isteni képességük folytán halhatatlanok.

## Időpontok és helyszínek
- 2008. novembere – ?

## Külső hivatkozások
- Supernatural-I Know What You Did Last Summer az Internet Movie Database oldalon (angolul)